# Binz 6-Door-Limousine
Binz 6-Door-Limousine – czwarta generacja niemieckiej limuzyny produkowanej przez firmę Binz. Pojazd ten to przedłużona, 6-drzwiowa wersja Mercedesa klasy E. Silniki również od klasy E, natomiast 8-biegowa automatyczna skrzynia biegów jest produkcji własnej. Najmocniejszy silnik – E 500 osiąga moc 408 KM. Pojazd mierzy niecałe 6 metrów, jest wysoki na 1,8 metra oraz szeroki na niewiele ponad 2 metry.